# Cooks (ilhota)

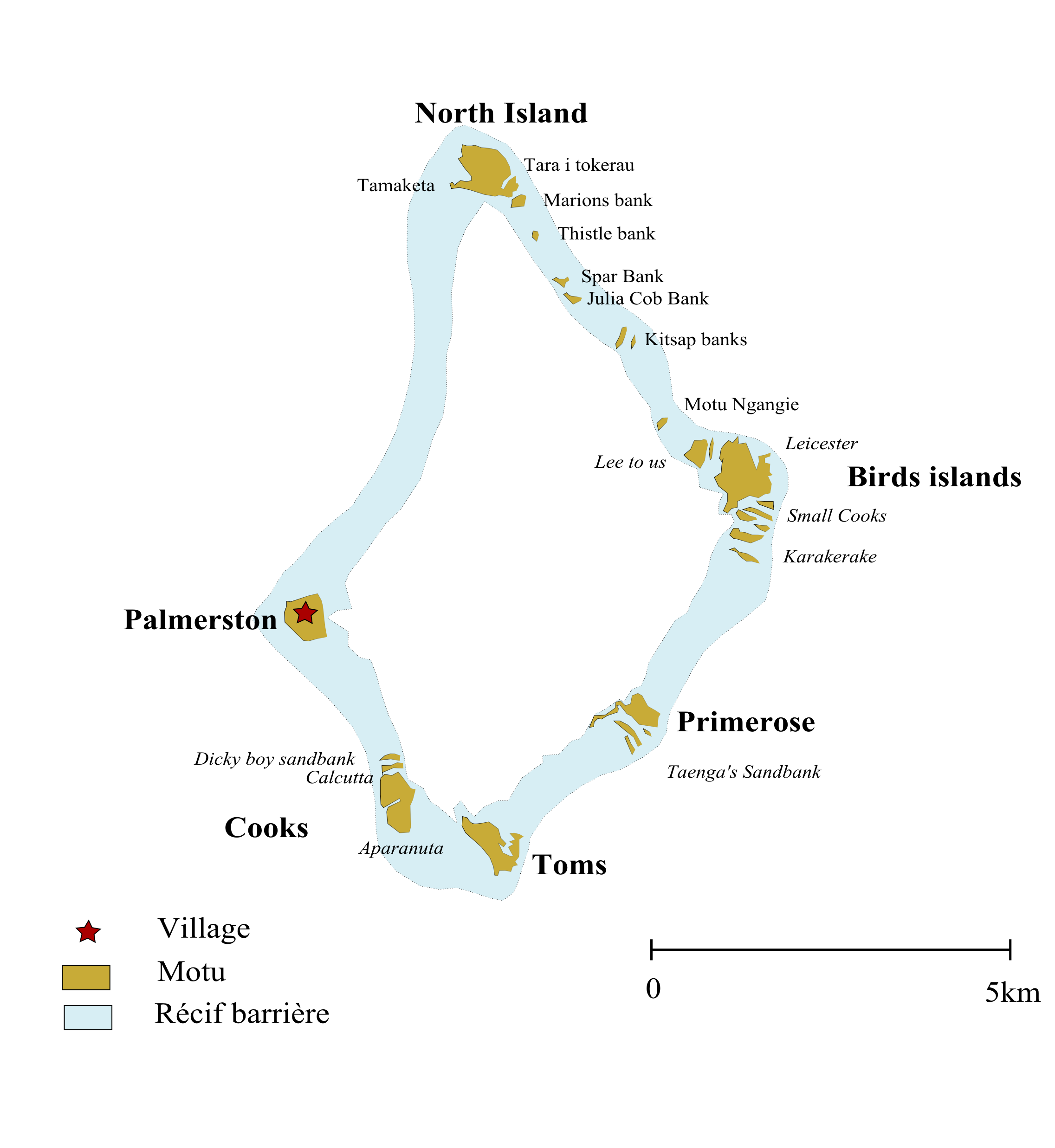
Mapa de Palmerston

Cooks é uma ilhota na Ilha de Palmerston, nas Ilhas Cook. Fica na extremidade sul do atol, entre Toms e Home. A ilhota tem o nome de James Cook.